# The Boxer (film 1997)
The Boxer è un film del 1997 diretto da Jim Sheridan. Il film ha aperto il 48º Festival di Berlino.

## Trama
L'ex pugile irlandese e membro della Provisional IRA Danny Flynn torna a casa a Belfast dopo avere scontato 14 anni di carcere. Stanco del ciclo ininterrotto di violenza nell'Irlanda del Nord, tenta di sistemarsi e di vivere in pace. Danny si accorge di amare ancora, dopo tanti anni, Maggie. La donna, però, nel corso degli anni si è rifatta una vita, sposando il migliore amico di Danny, prigioniero IRA nel carcere britannico. Dopo aver incontrato Ike, il suo vecchio allenatore ora diventato un alcolista, Danny decide di rimettere a posto la vecchia palestra, diventata nel frattempo un bar, creando un club di boxe non settario per ragazzi di strada.
Mentre ripara il vecchio edificio, Danny scopre delle armi appartenenti all'IRA, nascoste sotto il ring e le getta nel fiume; ciò fa infuriare Harry, uno spietato tenente dell'IRA, da sempre in contrasto con Joe Hamill, leader dell’ala più moderata dell’organizzazione. Harry, per colpire Danny, uccide il gentile agente di polizia che dona attrezzature al club di boxe. L'assassinio del poliziotto provoca una rivolta durante un match di boxe di Danny. Durante la rivolta, la palestra viene bruciata da Liam, il giovane figlio di Maggie, che ha paura di restare solo poiché teme che Danny e sua madre stiano per fuggire.
Danny e Maggie continuano a frequentarsi, e questo legame non piace agli uomini dell'IRA che danno aiuto economico e psicologico ai prigionieri garantendo che le mogli non vadano con altri uomini, durante il loro fermo in carcere. Ma la relazione tra i due è molto conosciuta, non più clandestina. Harry vede la relazione di Danny e Maggie come un modo per minare l'autorità di suo padre, Joe Hamill, il triste e stanco comandante locale dell'IRA che ora vuole seguire la via della pace e fermare la violenza. Ma Harry, pieno d'odio, non lo accetta e decide di tendere un agguato a Danny. Insieme ad altri militari IRA lo rapisce e lo porta lontano da casa per giustiziarlo con un colpo di pistola alla testa, ma il sicario dell'Ira che avrebbe dovuto eseguire l'ordine, decide di uccidere Harry. Così Maggie e Danny assieme al piccolo Liam possono creare una famiglia, sperando che quello sia stato l'ultimo atto di violenza delle loro vite.

## Premi e riconoscimenti
- 1998 - Golden Globe
  - Nomination Miglior film drammatico
  - Nomination Miglior regista a Jim Sheridan
  - Nomination Miglior attore in un film drammatico a Daniel Day-Lewis
- 1999 - Premio Goya
  - Miglior film europeo